# Shepherdess pie

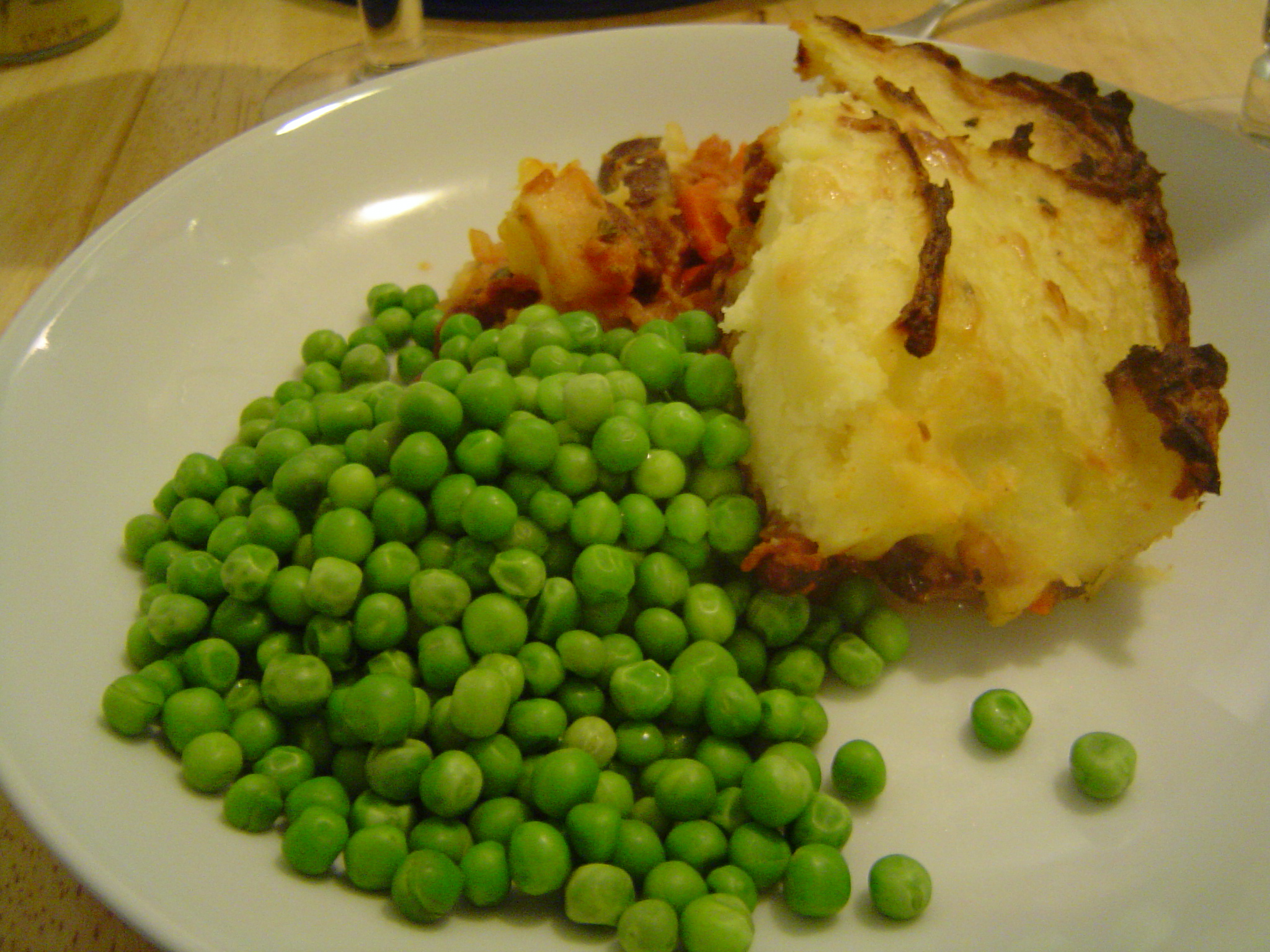
Shepherdess pie con guisantes.

El shepherdess pie es la variante vegetariana del shepherd's pie o cottage pie de la cocina anglosajona. La carne picada de cordero del plato original es reemplazada en este plato por una pasta de proteína texturizada de vegetales (denominada también TVP, por sus siglas en inglés), como de soya. Suele llevar también una variedad de verdura: tomates, guisantes, ajo, papas, zanahorias, etc. La forma de elaboración es muy similar al del shepherd's pie, pues se trata de un plato que se cocina al horno. A veces se emplea en su elaboración como ingrediente la pasta (generalmente macarrones).